# 捨てがたき人々
『捨てがたき人々』（すてがたきひとびと）は、ジョージ秋山による日本の漫画作品。『ビッグゴールド』（小学館）に1996年9月号から1999年3月号まで連載されていた。

## あらすじ
トラック運転手を辞め、生きる意欲を失っていた狸穴勇介は、生まれ故郷に帰り、日々の空腹と性欲を満たすことだけを考え、無為に毎日を過ごしていた。ある日、勇介は行きつけの弁当屋で働く岡辺京子という女性に興味を持ち、強引に関係を持ってしまう。やがて、勇介と京子はなりゆきのままに同棲を始め、お互いを受け入れることもないまま家族となっていく。

## 登場人物
狸穴 勇介（まみあな ゆうすけ）
生きることに飽きてしまった無気力な男。
岡辺 京子（おかべ きょうこ）
弁当販売店で働く女性。客の勇介と知り合って関係を持ち、勇介の子を宿す。新興宗教「神我の湖」の熱心な信者。
正義（まさよし）
勇介と京子の間に生まれた長男。
岡辺 良江（おかべ よしえ）
京子の母。
京子の叔母
勇介と肉体関係を持つ。
瑞穂
勇介の住むアパートの大家の娘。
カヨ
瑞穂の友人。
高橋（たかはし）
京子の不倫相手。
工場の社長
勇介が働く工場の社長。和江と不倫している。
吉田 和江（よしだ かずえ）
勇介が働く工場の従業員。社長と不倫関係にある。
狸穴 草太（まみあな そうた）
勇介の異父弟。

## 映画
2014年6月7日公開。主演は大森南朋、監督は榊英雄。脚本はジョージ秋山の実子である秋山命が手掛けた。R18+指定作品。
2012年5月から6月にかけて榊監督の故郷である五島列島を舞台に撮影された。2013年10月に開催された第26回東京国際映画祭コンペティション部門に出品された。映画化に際して、舞台を原作ではただの漁師町であったところを五島列島とし、京子のキャラクターを顔に痣のある人物に変更した。

### キャスト
- 狸穴 勇介 - 大森南朋
- 岡辺 京子 - 三輪ひとみ
- 吉田 和江 - 内田慈
- 吉田チーフ（和江の夫） - 滝藤賢一
- 佐藤蛾次郎
- 諏訪太朗
- 寺島進
- 荒戸源次郎
- 高橋 - 伊藤洋三郎
- あかね（京子の叔母） - 美保純
- 丸吉社長 - 田口トモロヲ

### スタッフ
- 監督 - 榊英雄
- 原作 - ジョージ秋山
- 製作 - 榊英雄、秋山命、川村英己、見城徹
- プロデューサー - 榊英雄、秋山命
- 脚本 - 秋山命
- 音楽 - 榊いずみ
- ラインプロデューサー　氏家英樹
- キャスティング - 星久美子
- 撮影 - 宮川幸三
- 美術 - 井上心平
- 照明 - 木村明生
- 録音 - 永口靖
- 編集 - 清野英樹
- 助監督 - 山口雄也
- 制作担当 - 刈谷真
- 音響効果 - 丹雄二
- 衣装 - 岡本佳子
- ヘアメイク - 内城千栄子
- 主題歌 - 榊いずみ「蜘蛛の糸」
- 特別協力 - 五島市
- 協賛 - オリエンタルエアブリッジ
- 制作プロダクション - ファミリーツリー
- 制作協力 - DESAFIADORES
- 配給 - アークエンタテインメント
- 製作 - ファミリーツリー、P-ARTS、アークエンタテインメント、幻冬舎